# Белов, Анатолий (спортсмен)
Анатолий Белов (эст. Anatoli Belov; 26 сентября 1944, Белогорск, РСФСР) — советский и эстонский борец греко-римского стиля, тренер по борьбе и футболу.

## Биография
В качестве спортсмена занимался греко-римской борьбой. Дважды, в 1970 и 1974 годах, становился чемпионом Эстонской ССР в категории 74 кг. В дальнейшем работал тренером по борьбе, занимался бизнесом.
В 1990-е годы начал работать тренером по футболу. С января 1994 года возглавлял клуб «Тевалте», однако к концу сезона 1993/94 команда была дисквалифицирована за подкуп соперников и отправлена на последнее место в таблице.
В ходе сезона 1994/95 Анатолий Белов со своим сыном Сергеем приобрели клуб «Николь», который переименовали в «Лантана-Марлекор», при этом Белов-старший стал работать главным тренером, а Белов-младший — президентом клуба. Команда стала финалистом Кубка Эстонии 1994/95.
Летом 1995 года «Лантана-Марлекор» была разделена на два клуба — «Лантана» (в которой остались работать Анатолий и Сергей Беловы) и «Тевалте-Марлекор» (позднее переименован в «ТФМК»), обе команды получили место в высшем дивизионе. После этого Белов дважды подряд (1995/96 и 1996/97) приводил команду к победе в чемпионате страны. Кроме того, дважды (1996/97 и 1997/98) «Лантана» становилась финалистом Кубка Эстонии.
В октябре 1998 года Анатолий Белов ушёл в отставку с поста главного тренера из-за «плохих результатов» (команда шла на третьем месте). В мае 1999 года он вернулся на пост главного тренера, но клуб к этому времени потерял прежнее финансирование и к концу года прекратил существование.
В 2001—2002 годах тренер возглавлял клуб «Транс» (Нарва), привёл его к победе в Кубке Эстонии 2001 года. После этого отошёл от тренерской деятельности.

## Достижения (как тренер)
- Чемпион Эстонии (2): 1995/96, 1996/97
- Серебряный призёр чемпионата Эстонии (1): 1994/95
- Бронзовый призёр чемпионата Эстонии (2): 1997/98, 1998
- Обладатель Кубка Эстонии (1): 2000/01
- Финалист Кубка Эстонии (3): 1994/95, 1996/97, 1997/98